# Markus E. Olsen
Markus Elias Olsen (født 29. januar 1966) er en grønlandsk teolog, politiker og tidligere præst i Nuuk. Han var midlertidigt medlem af Folketinget for Siumut fra 22. september til 6. oktober 2023 som stedfortræder for Aki-Matilda Høegh-Dam der havde orlov.

## Uddannelse
Olsen gik i folkeskole i Sisimiut 1971-1983. Han gik på Knud Rasmussens Højskole i Sisimiut, 1985-1986 og på Uldum Højskole i Uldum 1990-1991. I årene 1997-2001 tog han enkeltfag og selvstudier i administration på Grønlands Universitet (Ilisimatusarfik) i Nuuk. Samme sted fik han en bachelor i teologi 2004-2007 før han gik på Pastoralseminariet Vartov i København i 2007.
Han blev EFT og tankefeltserapeut, Heilesen & Mygind og Dawson Church 2016-2020 og har haft flere kortere varende uddannelser, blandt andet forvaltnings- og projektlederumddannelse på Ledelsesakademiet i Nuuk 2011 og psykisk førstehjælpsinstruktør og isbrugsnøgleperson i Nuuk i 2017.

## Erhvervskarriere
Olsen var leder af Kulturhuset Amerloq i Sisimiut 1991-1992, personaleassistent i Greenland Contractors på Thule Air Base i Pituffik 1996-1997 og studentermedhjælper i Grønlands Statistik 2006-2007.
Han har arbejdet som lærer og pædagogisk konsulent flere gange: på Sorlak Højskole & K.R. Efterskole, Sisimiut og Maniitsup Efterskolia 2008, på Maniitsup Efterskolia 2013-2015 og på Knud Rasmussens Højskole 2017-2019.
Olsen var fagchef for kultur og fritid i Qaasuitsup Kommunia 2010-2013, kollegievejleder på erhvervsskolen KTI i Sisimiut, 2016-2017 og projektkoordinator i Avannaata Kommunia 2020. Han har desuden haft en konsulentvirksomhed inden for event og management fra 2009.

### Præst i Nuuk
Olsen blev indsat som kirkebogsførende præst i Nuuk 4. august 2021.

#### Prædiken på Grønlands nationaldag 2022
Det vakte opsigt da Olsens prædiken i Vor Frelser Kirke i Nuuk på Grønlands nationaldag, 21. juni 2022, blev efterfulgt af traditionel grønlandsk trommedans. Selve prædikenen blev også kritiseret af teolog Henriette Have for at være "ukristen" og for politisk. Prædikenen indeholdt heller ikke en velsignelse af Kongehuset og Naalakkersuisut som krævet. Markus E. Olsen blev efter prædikenen suspenderet som præst. Årsagen blev ikke oplyst, men det blev antaget i pressen at årsagen var at Olsen brugte trommedans og ændrede i gudstjenesteritualet uden forudgående tilladelse. Biskop Paneeraq Siegstad Munk ville ikke udtale sig om sagen. Over 1000 personer deltog i en online underskriftsindsamling for at få hans suspension ophævet.

#### Fratrædelse
11. august 2022 aftalte Grønlands Stift, Den danske Præsteforening og Markus E. Olsen at han skulle fratræde sin stilling med udgangen af november 2022 og var fritaget for tjeneste frem til fratrædelsen.

## Politik
Markus E. Olsen stillede op til landstingsvalget i 1995 for Siumut. På det tidspunkt boede han i Nuuk og var lærerstuderende og formand for De Studerendes Sammenslutning. Ved landstingsvalget i 1999 stillede op igen, men nu for Inuit Ataqatigiit. Han var igen kandidat for Siumut til landstingsvalget i 2009 hvor han fik 47 stemmer.
Olsen var med til at stifte Partii Inuit i 2013 og stillede op for det nye parti til landstingsvalget 2013 hvor han fik 44 stemmer. 23. september 2013 meldte han sig ud af Partii Inuit i protest over partiets lukkethed.
Ved landstingsvalget i 2018 stillede han igen op for Siumut, men fik nu kun 24 stemmer.
Markus E. Olsen stillede op til folketingsvalget 2022 for Siumut. Han udtalte at hans mærkesag i Folketinget ville være at kæmpe for at USA skal betale en afgift for at have deres base i Pituffik. Han fik 329 stemmer til valget, hvilket var næstflest på Siumuts liste, så han endte som 1. stedfortræder for Aki-Matilda Høegh-Dam.
Han var midlertidigt folketingsmedlem fra 22. september til 6. oktober 2023 hvor Aki-Matilda Høegh-Dam havde orlov. Han havde på forhånd annonceret at han ville holde en tale på grønlandsk i Folketinget, ligesom Høegh-Dam gjorde i maj 2023. Udmeldingen gav en del omtale, og Folketingets Præsidium besluttede 21. september 2023 at folketingsmedlemmer har ret til at tale grønlandsk og færøsk i Folketinget, men at de så efterfølgende skal gentage talen på dansk, hvorfor de får dobbelt taletid. Desuden vil de få penge til ansætte en tolk ligesom folketinget vil oversætte udvalgte skriftlige redegørelser til grønlandsk og færøsk. Markus E. Olsen kaldte det et skridt på vejen, men han havde hellere set en ordning med simultantolkning som i Grønlands parlament. Han talte på grønlandsk og dansk ved Folketingets åbningsdebat 5. oktober 2023 som den første efter den nye tolkeordning. Det kom senere frem at Markus E. Olsen havde ansat sin bror Lars K.S. Olsen som tolk i Folketinget uden at informere Folketinget om at de er i familie. Siumuts formand Erik Jensen udtalte i den forbindelse at det er beklageligt hvis det er sandt.

## Familie og privatliv
Olsen stammer fra Sisimiut hvor han var den første ansvarshavende redaktør på lokalbladet Sivdleq.
Han er bror til Grønlands forhenværende kirkeminister, Peter P. Olsen fra Inuit Ataqatigiit, og fætter til tidligere landstingsmedlem, landsstyremedlem og folketingsmedlem Moses Olsen (Siumut). Han har to børn.